# ذلب متشجر
ذلب متشجر (الاسم العلمي:Sansevieria suffruticosa) هو نوع من النباتات يتبع جنس الذلب من الفصيلة الهليونية.